# Jönköpings Central

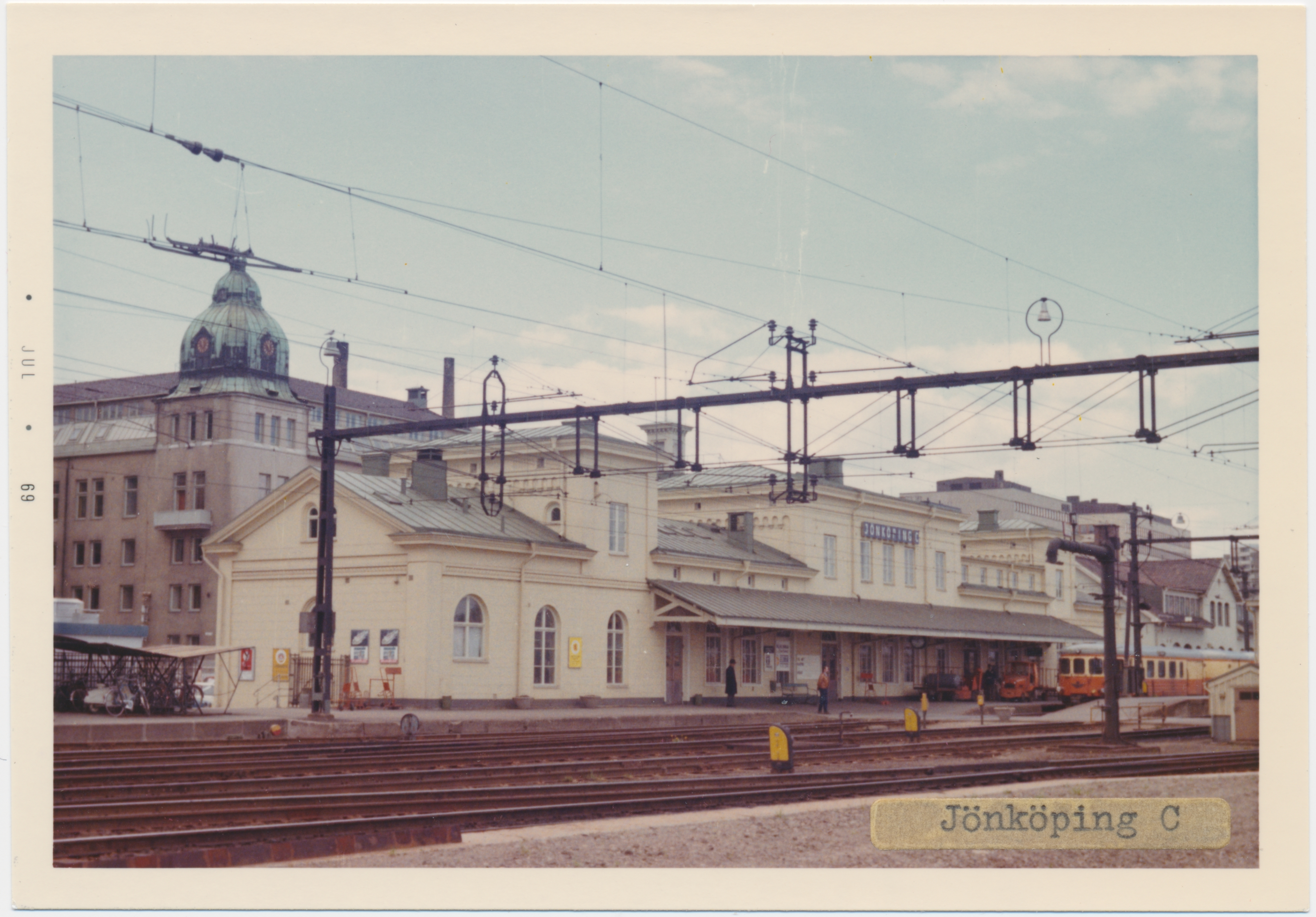
Stationsbyggnaden 1969. Till vänster i bakgrunden Telegrafverkets byggnad.

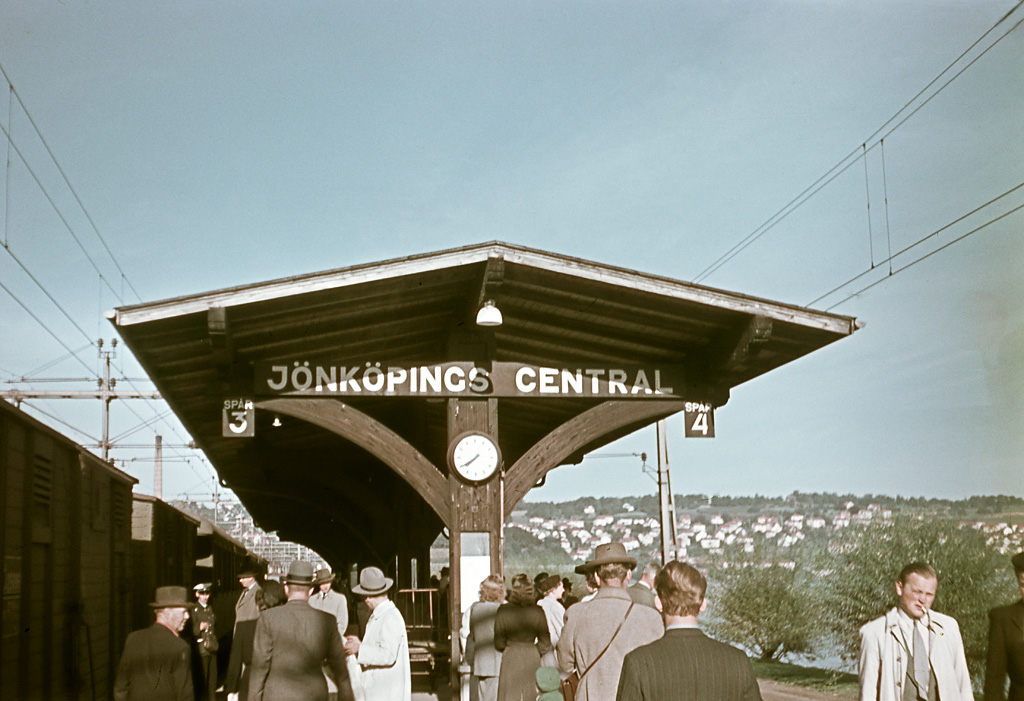
Järnvägsstationen 1945. i bakgrunden stadsdelen Bymarken.

Jönköpings Central, eller Jönköpings gamla centralstation, är den tidigare centralstationen i Jönköping. Stationsbyggnaden ritades av Adolf Wilhelm Edelsvärd och blev färdig 1864 inför Södra stambanans invigning samma år. Det första stationshuset liknar den så kallade Örebro-typen av Edelsvärd, men var betydligt utvidgat och förbättrat. Stationshuset byggdes om 1917. Fram till 1919 hade stationen en banhall.
Stationen kallades "Jönköpings Central" från 1927.
Stationsbyggnaderna revs 1983 och ersattes av Resecentrum strax väster om den gamla, ritad av Carl Nyrén.